# Myotis yesoensis
Myotis yesoensis és una espècie de ratpenat de la família dels vespertiliònids. És endèmic del Japó. Viu a les cavitats dels arbres als boscos montans. Es tracta d'un animal insectívor. Actualment, alguns científics el consideren un sinònim de M. ikonnikovi.